# Serwerownia

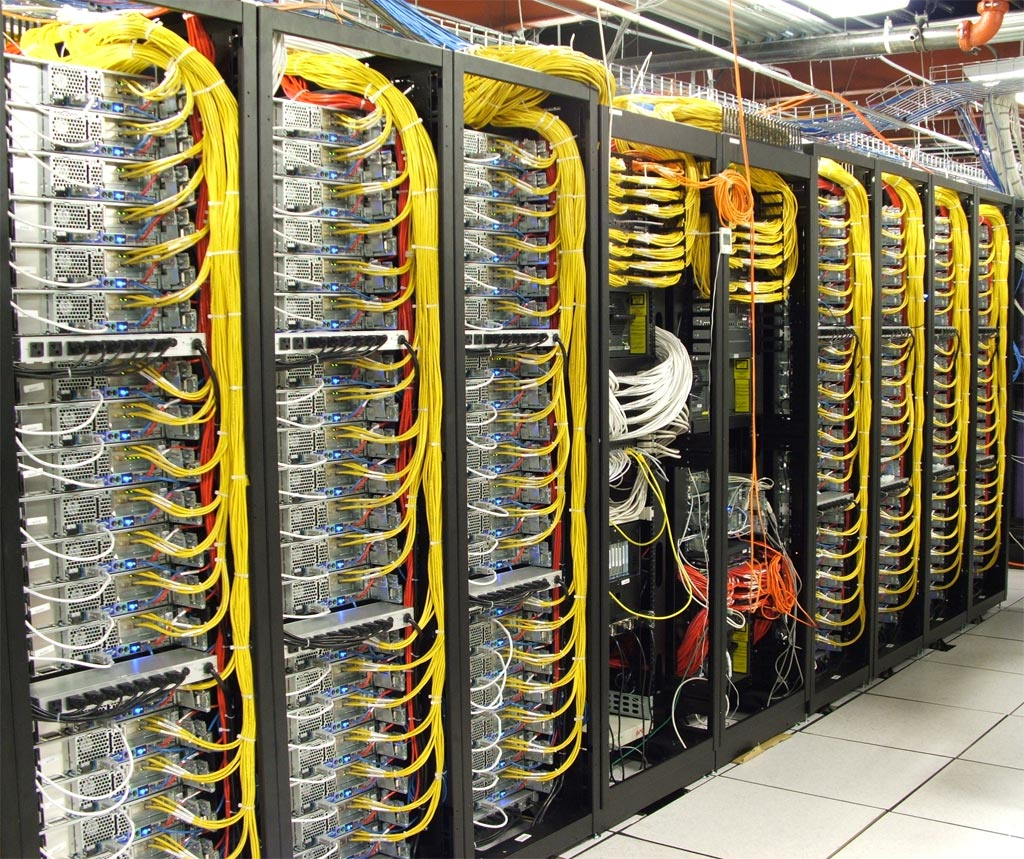
Wygląd typowej serwerowni

Serwerownia – wydzielone pomieszczenie będące środowiskiem pracy komputerów pełniących rolę serwerów, a także aktywnych i pasywnych elementów sieci komputerowych. Urządzenia te są umieszczane najczęściej w szafach stelażowych wewnątrz serwerowni.
Serwerownia wymaga zapewnienia specyficznych warunków. W pomieszczeniu dla poprawnej pracy urządzeń powinna być zachowana odpowiednia wilgotność (45%) i temperatura powietrza (20 °C). Profesjonalne serwerownie posiadają czujniki tych parametrów i automatycznie korygują ich zmiany. W celu utrzymania ciągłości pracy urządzeń serwerowni stosuje się co najmniej dwa źródła zasilania oraz zasilacze awaryjne (redundancja zasilania). W przypadku serwerów internetowych stosuje się także kilka łączy od różnych dostawców Internetu, w celu zapewnienia widoczności serwerów nawet podczas awarii jednego z łączy (redundancja łączy).
Serwerownie często wyłożone są specjalnymi dywanami i matami zapobiegającymi gromadzeniu się ładunków elektrostatycznych, a dostęp do serwerowni jest ograniczony przez różne systemy kontroli dostępu. Stosowane są również podłogi technologiczne (podniesione, modularne) ułatwiające prowadzenie okablowania do racków. Duże serwerownie często posiadają autonomiczne systemy przeciwpożarowe.
Przygotowanie i wyposażenie serwerowni wymaga wysokich inwestycji, a w jej utrzymanie trzeba także wliczyć wysokie koszty energii elektrycznej (podwójne zasilanie serwerów, klimatyzacja) i określić nośność podłogi (ciężkie akumulatory zasilaczy awaryjnych), dlatego wiele mniejszych firm decyduje się na kolokację, czyli odpłatne umieszczenie swoich serwerów w profesjonalnych serwerowniach przygotowanych specjalnie w tym celu, albo wynajmowanie serwerów od takiego dostawcy usług (np. w postaci chmury prywatnej).